# Traffic (empresa)
Traffic é uma empresa brasileira de licenciamento e mídia esportiva fundada em 1980 e comprada em 1982 pelo empresário e jornalista J. Hawilla. Oficialmente chamada de Traffic Sports, é a maior empresa de marketing esportivo do Brasil e é conhecida por ter grande influência, principalmente no meio do futebol do Brasil.

## História
Fundada em 1980 em São Paulo como uma agência de publicidade, a Traffic foi comprada por J. Hawilla em 1982.
Logo nos primeiros anos, ainda aproveitando o ramo da empresa, a Traffic começou alugando espaços em placas de publicidade de estádios de futebol. Em 1989, a empresa adquiria os direitos de imagem da Seleção Brasileira de Futebol por quatro milhões de dólares, os revendendo depois para a Coca-Cola por sete milhões de dólares.

### Crescimento e entrada da HMTF
Em 1996, intermediou um contrato de patrocínio entre a Nike e a Confederação Brasileira de Futebol. Tal contrato resultou em uma investigação e a instauração de uma Comissão Parlamentar de Inquérito (CPI) em 2000 para investigar supostas irregularidades.
No final de 1998, a Traffic anuncia uma parceria de 3 anos com a Rede Bandeirantes para reformular o departamento esportivo, que estava em decadência. Contratações são feitas, como as de Fernando Vanucci e Oliveira Andrade (vindos da Rede Globo), Silvia Garcia, Orlando Duarte e Antonio Pétrin (vindos do SBT), Milton Neves (vindo da extinta Rede Manchete) e do ex-jogador Marcelinho Carioca. Também houve os retornos á emissora de Silvio Luiz e Luiz Ceará, egressos do SBT. Foram lançados os programas Super Técnico e o Esporte Agora, além de reformulações visuais nos demais programas esportivos da casa. Com relação a eventos, a parceria teve como ápices a transmissão em 2000 e 2001 da Copa Libertadores da América, três temporadas da extinta Copa Mercosul, sendo a primeira em 1999, com exclusividade em TV Aberta, as Eliminatórias da Copa do Mundo de 2002, o Campeonato Mundial de Clubes de 2000, entre outros. Em 2002, o contrato com a Band acaba e a emissora fecha parceria com a RecordTV, levando consigo parte da equipe, além de sublicenciar torneios nacionais de Futebol junto a Globo. O contrato termina no final do mesmo ano. [carece de fontes?]
Já no ano de 1999, o fundo de investimentos americano Hicks, Muse, Tate & Furst (HMTF) fechou um acordo e adquiriu 49% da Traffic, trazendo novos direitos de transmissão de jogos e competições internacionais para a empresa.

### Anos 2000 e expansão
Em 2000, a empresa apoiou a realização do primeiro Campeonato Mundial de Clubes da FIFA e possuía direitos totais de transmissão da competição. A Globo ignorou a competição e qualquer proposta para transmitir os jogos, cabendo a Rede Bandeirantes transmitir todas as partidas. O jogo final da competição entre Corinthians e Vasco, realizado em 14 de janeiro de 2000 garantiu para a Bandeirantes o seu pico histórico de audiência com cerca de 50 pontos no IBOPE.
Em 2003, a Traffic adquiriu quatro emissoras de televisão do interior de São Paulo e fundou a TV TEM, uma rede de emissoras regionais afiliadas a Rede Globo. A TV TEM cobre cerca de 49% do interior paulista, tendo emissoras em Bauru, Itapetininga, São José do Rio Preto e Sorocaba. Novas aquisições no setor de mídia e comunicação foram feitas em 2005, quando comprou 50% da produtora Canal Azul e em 2009, quando comprou o jornal "Diário de S.Paulo".
No ano de 2005, a empresa investiu no Desportivo Brasil, uma equipe criada para administrar, treinar e negociar seus atletas. Seu projeto incluiu também em 2009, a criação de um centro de treinamento para atletas revelação na cidade de Porto Feliz, no interior de São Paulo.

### Internacionalização
Em outubro de 2010, a Traffic comprou o Grupo Desportivo Estoril Praia em Portugal, que estava na Segunda Liga portuguesa. Na temporada 2010/2011, o clube subiu à Primeira Liga e na época seguinte foi uma das equipes sensação, classificando-se para a Liga Europa.[carece de fontes?]
Nos anos de 2012 e 2013, a empresa passou por algumas reformulações, respectivamente, comprando de volta a participação de 49% da HMTF e vendendo o jornal "Diário de S.Paulo" para o grupo Cereja Digital.
Em 2014, seu dono J. Hawilla foi acusado nos Estados Unidos pelos crimes de fraude eletrônica, extorsão, obstrução de justiça e lavagem de dinheiro, sendo obrigado a devolver cerca de 151 milhões de dólares às autoridades norte americanas, devido a um esquema fraudulento em que ficou comprovado o envolvimento da Traffic e a Federação Internacional de Futebol nas negociações de direitos de transmissão em campeonatos e ligas de futebol.
Já em 2017, a divisão de representação de atletas anteriormente denominada Traffic Talentos teve seu nome alterado para Talento Football Management. Segundo representantes da empresa, a alteração se deu por uma questão estratégica e para aumentar sua presença no mercado europeu. Em março do mesmo ano, falecia J. Hawilla.
Atualmente, a empresa possui cinco divisões: direitos de TV e patrocínio, gerenciamento de futebol, a Traffic Sports-USA, produção e transmissão de TV e outras empresas.

## Condenações na justiça
José Hawilla, dono do Grupo Traffic, em 12 de dezembro 2014 assumiu as acusações de conspiração por fraude eletrônica, lavagem de dinheiro e obstrução da justiça nos Estados Unidos. Em 14 de maio de 2015, foi considerado culpado pelo crime de fraude bancária. No acordo, devolveu US$ 151 milhões de dólares, sendo US$ 25 milhões foram pagos no momento do acordo, segundo o documento divulgado pela Justiça dos Estados Unidos. Segundo a Justiça americana, Hawilla também foi indiciado e culpado por extorsão, conspiração por fraude eletrônica, lavagem de dinheiro e obstrução da justiça.
| “ | Em 12 de dezembro de 2014, o acusado José Hawilla, dono e fundador do Grupo Traffic, o conglomerado de marketing esportivo brasileiro, foi indiciado e declarado culpado por extorsão, conspiração por fraude eletrônica, lavagem de dinheiro e obstrução da justiça. Hawilla concordou em devolver mais de US$ 151 milhões, sendo US$ 25 milhões destes pagos no momento de seu apelo. Em 14 de maio de 2015, os acusados da Traffic Sports USA Inc. e Traffic Sports International Inc. foram considerados culpados por fraude bancária. Todo o dinheiro devolvido pelos acusados estão sendo guardados na reserva para assegurar sua disponibilidade para satisfazer qualquer ordem de restituição em sentenças que beneficiem qualquer pessoa ou entidade qualificada como vítima dos crimes destes acusados sob a lei federal. | ” |

## Negócios

### Esportes
- Talento Footbal Management - TFM (agência de marketing esportivo)

### Mídia e comunicação
- TV TEM (rede de emissoras afiliadas a TV Globo)
- TV7 Vídeo Comunicação (produtora de televisão)
- Rede Bom Dia

#### Outros
- Pratik (rede de lojas de conveniência em São José do Rio Preto)
- Diário de S. Paulo (jornal impresso, 2009-2013, vendido ao grupo Cereja Digital)